# Lê Tri Kỷ
Lê Tri Kỷ (tên thật là Nguyễn Duy Hinh; 1924–1993) là nhà văn Việt Nam, được tặng Giải thưởng Nhà nước về Văn học Nghệ thuật năm 2012. Ông là Đại tá Công an nhân dân Việt Nam, đã từng làm Giám đốc Nhà xuất bản Công an nhân dân.

## Tiểu sử
Lê Tri Kỷ tên thật là Nguyễn Duy Hinh, sinh ngày 14 tháng 6 năm 1924 tại thôn Lương Kim, xã Triệu An, huyện Triệu Phong, tỉnh Quảng Trị. Thuở nhỏ, được học hành tử tế, Lê Tri Kỷ đã đỗ Thành chung thời Pháp thuộc.
Năm 1946, ông làm Bí thư thanh niên cứu quốc huyện Gio Linh, sau đó làm Công an huyện Hải Lăng, Chánh văn phòng Ty Công an Trung ương. Tháng 11 năm 1949, ông lên Việt Bắc làm phái viên kiểm tra của Nha Công an Trung ương. Tháng 11 năm 1951 trở về làm Phó Ty Công an tỉnh Bắc Giang. Từ tháng 7 năm 1951 về Bộ Công an làm cán bộ nghiên cứu, trong đó có thời gian vào Công an khu 4 làm Phó văn phòng rồi lại trở về Bộ làm Phó phòng Nội gián, hoạt động công tác chính trị, phụ trách tuyên truyền, Trưởng phòng sáng tác và làm Phó Giám đốc rồi Quyền Giám đốc Nhà xuất bản Công an nhân dân – Bộ Công an, giữ quân hàm Đại tá, cho đến lúc nghỉ hưu.
Ông sống và làm việc chủ yếu ở Thành phố Hà Nội.
Ông là đảng viên Đảng Cộng sản Việt Nam. Lê Tri Kỷ là nhà văn đầu tiên của lực lượng Công an được kết nạp vào Hội Nhà văn Việt Nam.
Ông mất ngày 8 tháng 5 năm 1993 tại Hà Nội.

## Sự nghiệp
Quãng năm 1960, Lê Tri Kỷ mới có sách xuất bản. Ban đầu ông viết truyện người thật việc thật, truyện ký rồi viết tiểu thuyết tư liệu.
Hầu hết truyện ngắn, kể cả những thể loại khác của Lê Tri Kỷ đều lấy cảm hứng, chất liệu từ ngành Công an và đều xoay quanh mảng đề tài an ninh xã hội. Các tác phẩm ông để lại gồm: "Thủ phạm vụ án Ôn Như Hầu" (Ký sự – Nhà xuất bản Lao động, năm 1960), "Cây đa xanh" (Truyện Trinh sát – Nhà xuất bản Phổ Thông, năm 1961), "Phố vắng" (Tập truyện ký – Nhà xuất bản Văn học, năm 1965 ), "Một người không nổi tiếng" (Truyện ký – Nhà xuất bản Văn hoc, 1970), "Đất lạ" (Kịch bản Điện ảnh – Nhà xuất bản Văn học, 1971), "Biến động ngày hè" (Kịch bản sân khấu, 1976), "Những tiếng nói thầm" (Truyện ký – Nhà xuất bản Văn học, 1978), "Thung lũng không tên" (Kịch bản Điện ảnh – Nhà xuất bản Công an nhân dân, 1981), "Sống chìm" (Tập truyện ngắn – Nhà xuất bản Công an nhân dân, 1984), "Câu lạc bộ chính khách" (Tiểu thuyết 2 tập, Nhà xuất bản Công an nhân dân, 1986), "Không thiện không ác" (Tập truyện ngắn – Nhà xuất bản Công an nhân dân, 1988), "Cuộc tình thế kỷ" (Tập truyện ngắn – Nhà xuất bản Công an nhân dân, 1992 – Tái bản 1994)... Nhà xuất bản Công an đã tuyển tập chọn lọc những truyện ngắn tiêu biểu tập hợp trong cuốn "Tuyển tập truyện ngắn Lê Tri Kỷ" (1995). Truyện ngắn của ông luôn hiện lên nỗi niềm trăn trở với cuộc đời, với những số phận con người.
nhà văn Lê Tri Kỷ , 
Lê Tri Kỷ là người đầu tiên trong ngành Công an trở thành hội viên Hội Nhà văn Việt Nam. Ông đã giành hai giải A của Hội Nhà văn Việt Nam hai năm liên tiếp (1994, 1995) với hai tập truyện ngắn "Cuộc tình thế kỷ"  và "Không thiện không ác". Những giải thưởng này được tặng khi ông đã mất.
Lê Tri Kỷ được xem như một người tiên phong, một người anh cả, người thầy của nhiều thế hệ các nhà văn ngành Công an. Nhiều tác phẩm của các nhà văn Công an thành danh sau này như Ngôn Vĩnh, Văn Phan, Phùng Thiên Tân, Tôn Ái Nhân, Nguyễn Thị Thu Trang... đều có dấu ấn dìu dắt, gợi mở của ông.
| “                                                    | Chưa có nhà văn nào viết về ngành công an được như ông, truyện của ông vừa gợi được sự sáng suốt trong lý trí, vừa tạo nên sự rung động đầy tính nhân văn của những trái tim thiết tha hướng thiện. | ” |
| — nhà thơ Xuân Thiều – Chủ tịch Hội Nhà văn Việt Nam | |   |

Năm 2012, ông được truy tặng Giải thưởng Nhà nước về Văn học Nghệ thuật với tác phẩm Tuyển tập truyện ngắn Lê Tri Kỷ.

## Tác phẩm chính
- "Thủ phạm vụ án Ôn Như Hầu" (Ký sự – Nhà xuất bản Lao động, năm 1960),
- "Cây đa xanh" (Truyện Trinh sát – Nhà xuất bản Phổ Thông, năm 1961),
- "Phố vắng" (Tập truyện ký – Nhà xuất bản Văn học, năm 1965 ),
- "Một người không nổi tiếng" (Truyện ký – Nhà xuất bản Văn hoc, 1970),
- "Đất lạ" (Kịch bản Điện ảnh – Nhà xuất bản Văn học, 1971),
- "Biến động ngày hè" (Kịch bản sân khấu, 1976),
- "Những tiếng nói thầm" (Truyện ký – Nhà xuất bản Văn học, 1978),
- "Thung lũng không tên" (Kịch bản Điện ảnh – Nhà xuất bản Công an nhân dân, 1981),
- "Sống chìm" (Tập truyện ngắn – Nhà xuất bản Công an nhân dân, 1984),
- "Câu lạc bộ chính khách" (Tiểu thuyết 2 tập, Nhà xuất bản Công an nhân dân, 1986),
- "Không thiện không ác" (Tập truyện ngắn – Nhà xuất bản Công an nhân dân, 1988),
- "Cuộc tình thế kỷ" (Tập truyện ngắn – Nhà xuất bản Công an nhân dân, 1992 – Tái bản 1994).
- "Tuyển tập truyện ngắn Lê Tri Kỷ" (Nhà xuất bản Công an, 1995).

## Vinh danh
- Giải thưởng Nhà nước về Văn học Nghệ thuật năm 2012

### Giải thưởng văn học
- Giải A của Hội đồng văn học về chiến tranh cách mạng và lực lượng vũ trang Hội Nhà văn Việt Nam (năm 1994).
- Giải A của Bộ Nội vụ (nay là Bộ Công an) và Hội Nhà văn Việt Nam (năm 1995).